# 1983 în științifico-fantastic
- 1982 în științifico-fantastic — 1983 în științifico-fantastic — 1984 în științifico-fantastic

1983 în științifico-fantastic a implicat o serie de evenimente:

## Nașteri și decese

### Decese
- Otto Basil (n. 1901)
- Herbert James Campbell (n. 1925)
- Wolfgang Ecke (n. 1927)
- Constantine Fitzgibbon (n. 1919)
- Zenna Henderson (n. 1917)
- Peter Leukefeld (n. 1937)
- Georgi Martynow (n. 1906)
- Mack Reynolds (n. 1917)
- Anna Seghers (n. 1900)
- Pavel Vejinov (n. 1914)
- Leonard Wibberley (n. 1915)

## Filme
| Titlu                                         | Regizor                                                 | Distribuție                                                       | Țara                                                  | Sub-Gen /Note    |
| --------------------------------------------- | ------------------------------------------------------- | ----------------------------------------------------------------- | ----------------------------------------------------- | ---------------- |
| 2019, After the Fall of New York              | Sergio Martino                                          | Michael Sopkiw, Valentine Monnier, Anna Kanakis                   | Italia · Franța                                       |                  |
| Anna to the Infinite Power                    | Robert Wiemer                                           | Martha Byrne, Dina Merrill                                        | Statele Unite ale Americii                            |                  |
| The Atlantis Interceptors                     | Ruggero Deodato                                         | Ivan Rassimov                                                     | Italia                                                |                  |
| Born in Flames                                | Lizzie Borden                                           | Jeanne Satterfield, Adele Bertei, Becky Johnston                  | Statele Unite ale Americii                            |                  |
| Brainstorm                                    | Douglas Trumbull                                        | Christopher Walken, Natalie Wood, Louise Fletcher                 | Statele Unite ale Americii                            |                  |
| BrainWaves                                    | Ulli Lommel                                             | Keir Dullea, Suzanna Love, Vera Miles, Tony Curtis                | Statele Unite ale Americii                            | [ 2 ]            |
| The Creature Wasn't Nice                      | Bruce Kimmel                                            | Leslie Nielsen, Cindy Williams, Gerrit Graham                     | Statele Unite ale Americii                            |                  |
| Crusher Joe                                   | Yoshikazu Yasuhiko                                      |                                                                   | Japonia                                               | Film anime       |
| The Dead Zone                                 | David Cronenberg                                        | Christopher Walken, Brooke Adams, Tom Skerritt, Martin Sheen      | Statele Unite ale Americii                            |                  |
| The Deadly Spawn                              | Douglas McKeown                                         | Charles George Hildebrandt, Tom DeFranco, Richard Lee Porter      | Statele Unite ale Americii                            |                  |
| Endgame                                       | Joe D'Amato                                             | Al Cliver, Laura Gemser, George Eastman                           | Italia                                                |                  |
| Escape from the Bronx                         | Enzo G. Castellari                                      | Mark Gregory, Henry Silva, Valeria D'Obici                        | Italia                                                |                  |
| Halloween III: Season of the Witch            | Tommy Lee Wallace                                       | Tom Atkins, Stacey Nelkin, Dan O'Herlihy                          | Statele Unite ale Americii                            |                  |
| Le Prix du Danger                             | Yves Boisset                                            | Gérard Lanvin, Michel Piccoli                                     | Franța                                                |                  |
| The Last Battle                               | Luc Besson                                              | Pierre Jolivet, Jean Bouise, Fritz Wepper                         | Franța                                                |                  |
| Liquid Sky                                    | Slava Tsukerman                                         | Anne Carlisle, Paula Sheppard, Susan Doukas                       | Statele Unite ale Americii                            |                  |
| Metalstorm: The Destruction of Jared-Syn      | Charles Band                                            | Jeffrey Byron, Tim Thomerson, Kelly Preston, Richard Moll         | Statele Unite ale Americii                            |                  |
| Rock & Rule                                   | Clive A. Smith                                          | Paul Le Mat, Deborah Harry, Don Francks                           | Canada                                                | Film de animație |
| Return of the Jedi                            | Richard Marquand                                        | Mark Hamill, Harrison Ford, Carrie Fisher, Billy Dee Williams     | Statele Unite ale Americii                            | [ 3 ]            |
| Sayonara Jupiter                              | Koji Hashimoto                                          | Tomokazu Miura                                                    | Japonia                                               |                  |
| Space Raiders                                 | Howard R. Cohen                                         | Vince Edwards, David Mendenhall, Patsy Pease                      | Statele Unite ale Americii                            |                  |
| Spacehunter: Adventures in the Forbidden Zone | Lamont Johnson                                          | Peter Strauss, Molly Ringwald, Ernie Hudson, Michael Ironside     | Statele Unite ale Americii                            |                  |
| Strange Invaders                              | Michael Laughlin                                        | Paul Le Mat, Nancy Allen, Diana Scarwid                           | Canada · Statele Unite ale Americii                   |                  |
| Superman III                                  | Richard Lester                                          | Christopher Reeve, Richard Pryor, Robert Vaughn, Annette O'Toole  | Statele Unite ale Americii                            |                  |
| Twilight Zone: The Movie                      | Joe Dante, John Landis, Steven Spielberg, George Miller | Dan Aykroyd, Albert Brooks, John Lithgow, Kathleen Quinlan        | Statele Unite ale Americii                            |                  |
| Videodrome                                    | David Cronenberg                                        | James Woods, Sonja Smits, Debbie Harry                            | Canada                                                |                  |
| Warrior of the Lost World                     | David Worth                                             | Robert Ginty, Persis Khambatta, Donald Pleasence, Fred Williamson | Italia                                                |                  |
| Wavelength                                    | Mike Gray                                               | Robert Carradine, Cherie Currie, Keenan Wynn                      | Statele Unite ale Americii                            |                  |
| Xtro                                          | Harry Bromley Davenport                                 | Philip Sayer, Bernice Stegers, Danny Brainin                      | Regatul Unit al Marii Britanii și al Irlandei de Nord |                  |
| Yor, the Hunter from the Future               | Antonio Margheriti                                      | Reb Brown, Corinne Clery, John Steiner                            | Italia · Franța · Turcia                              |                  |
|                                               |                                                         |                                                                   |                                                       |                  |

## Premii

### Premiul Hugo
Premiile Hugo decernate la Worldcon pentru cele mai bune lucrări apărute în anul precedent:
- Premiul Hugo pentru cel mai bun roman:[4] Marginea Fundației de Isaac Asimov
- Premiul Hugo pentru cea mai bună povestire:
- Premiul Hugo pentru cea mai bună prezentare dramatică:
- Premiul Hugo pentru cea mai bună revistă profesionistă:
- Premiul Hugo pentru cel mai bun fanzin:

### Premiul Nebula
Premiile Nebula acordate de Science Fiction and Fantasy Writers of America pentru cele mai bune lucrări apărute în anul precedent:
- Premiul Nebula pentru cel mai bun roman:[5] Maree stelară de David Brin
- Premiul Nebula pentru cea mai bună nuvelă:
- Premiul Nebula pentru cea mai bună povestire:

### Premiul Saturn
Premiile Saturn sunt acordate de Academy of Science Fiction, Fantasy and Horror Films:
- Premiul Saturn pentru cel mai bun film științifico-fantastic: Întoarcerea lui Jedi, regizat de Richard Marquand